# 花栗鼠夫人
花栗鼠夫人（? - 1915年10月30日）是一隻陪同歐內斯特·沙克爾頓爵士於1914年至1917年間參與大英帝國橫越南極遠征的雄性虎斑貓。

## 生平

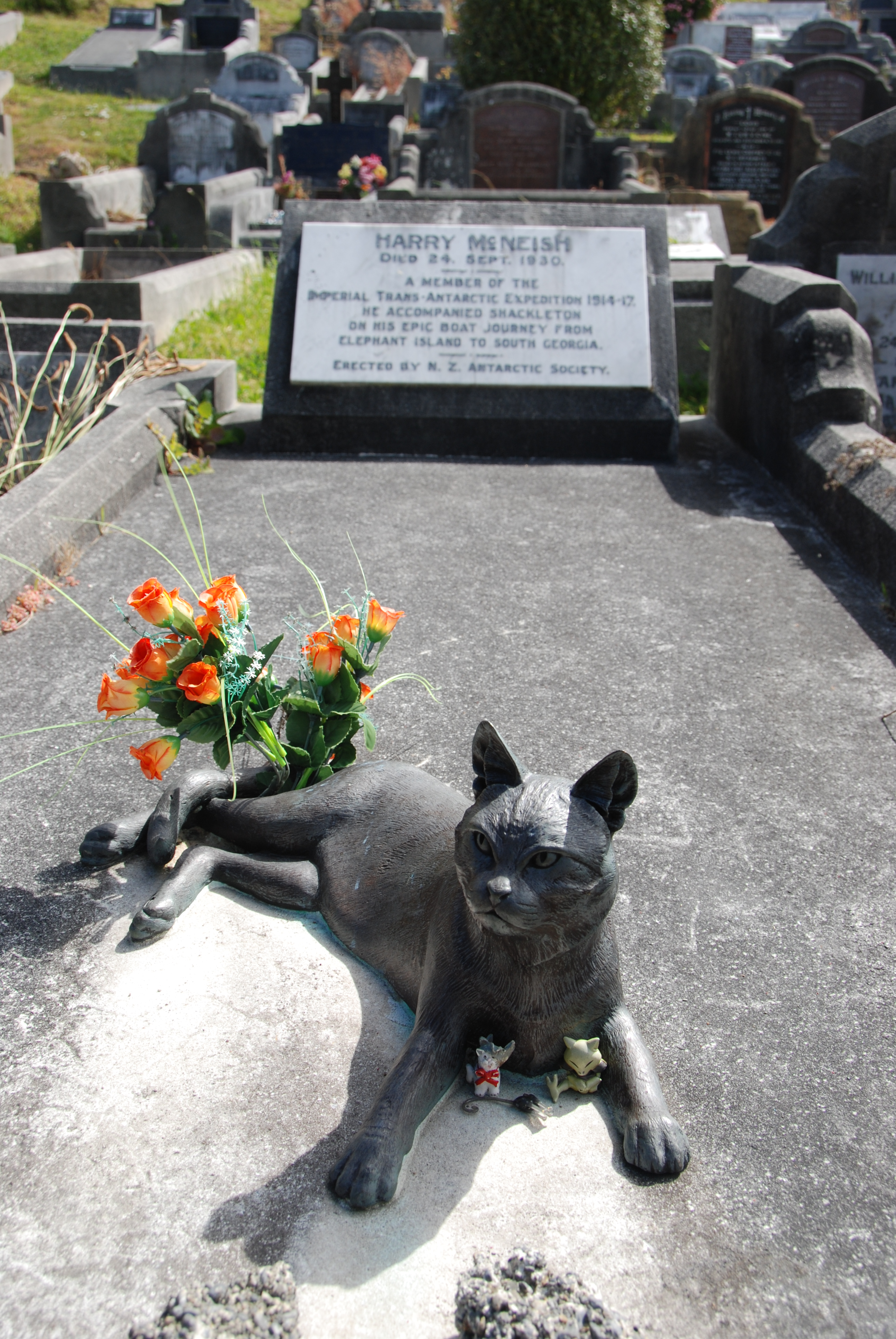
花栗鼠夫人的銅像，位於 亨利·麥克尼斯墓，由紐西蘭南極協會設置

花栗鼠夫人是由一名綽號名為Chippy（在英文中，意思如同木屑、碎片。在英國，Chippy通常做為木匠或是名為木匠的人的綽號。）的木匠亨利·麥克尼斯帶至堅忍號上，作為船貓。牠和麥克尼斯都來自格拉斯哥港。在堅忍號航行一個月，牠的名字早已固定（因Mrs.是為女性所使用的）後，船員們才發現花栗鼠夫人是一隻公貓。牠被遠征的成員描述為「富有個性」的貓，牠能夠在海浪洶湧時走在一英尺寬的扶手上的能力使船員們印象深刻。
在堅忍號解體之後，歐內斯特·沙克爾頓決定花栗鼠夫人與另外五隻狗不能繼續活下去，他於1915年10月29日寫道：
今天下午，薩莉（Sallie）的三隻最小的小狗、蘇（Sue）的天狼星（Sirius）與木匠（Chippy）的花栗鼠夫人都要被槍殺。在新的情況下，我們無法維持弱勢群體。克林、麥克林與木匠似乎對於他們將失去的朋友感到相當地糟糕。
1915年10月30日，下午兩點五十五分，克林射殺他照顧的三隻幼犬與花栗鼠夫人，而麥克林則射殺天狼星。亨利·麥克尼斯特別關愛花栗鼠夫人，而且永遠不會原諒歐內斯特·沙克爾頓對牠槍殺的決定。他在考察期間與歐內斯特·沙克爾頓發生衝突，儘管最終建造了將派對安全的船隻，並顯示出相當的堅韌和勇氣，但亨利‧麥克尼斯被剝奪了大部分船員所授予的極地勳章，理由是他早期的不服從。2004年，紐西蘭南極協會為了表彰花栗鼠夫人在考察中所做的犧牲，將牠的等身大小銅像放置在亨利‧麥克尼斯的墳墓上。2011年2月，花栗鼠夫人被列入郵票圖樣。 郵票由南乔治亚和南桑威奇群岛地區發行。

## 對文化的影響

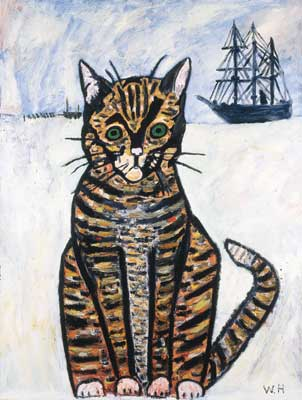
沃爾夫·霍華德所繪製的花栗鼠夫人畫像

由沃爾夫·霍華德所繪製的花栗鼠夫人畫像表達了「貓即將被射殺」的情景，貓的右後方是堅忍號卡在海冰中，而左後方則是船員們在救援任務中啟動了一艘小型開放船。在2004年利物浦雙年展期間，這幅畫在沃克美術館的反觀念主義龐克維多利亞展中展示。由羅素·赫普白（Russell Hepplewhite）授予名為《沙克爾頓的貓》（Shackleton's Cat）的小學生歌劇由英國巡迴歌劇院委託。

## 註腳
1. ↑  Beale, Paul; Partridge, Eric. . New York: Macmillan. 1984. ISBN 0-02-594980-2.
2. ↑  戴特勒夫·布魯姆. . 臺北縣: 左岸文化. 2006年4月. ISBN 986-7174-41-0.
3. ↑  Shackleton, Ernest. . New York: Signet. 1919. ISBN 0-451-19880-8.
4. ↑  《極地》Caroline Alexander著 游敏譯，ISBN：957-0316-23-3，第109頁。
5. ↑  Griggs, Kim. "Antarctic hero 'reunited' with cat" （页面存档备份，存于）, BBC, 2004-06-21. 2008-04-05.
6. ↑  "Pets: New Stamp Issue 的存檔，存档日期2014-12-15., South Georgia Newsletter, February 2011. Retrieved 20 january 2015.
7. ↑  Frank Milner. . November 2004: 80. ISBN 1-902700-27-9.
8. ↑  "'Mrs Chippy', Wolf Howard" （页面存档备份，存于）, National Museums Liverpool. Retrieved 8 April 2015.
9. ↑  .   [2017-06-08]. （原始内容存档于2018-02-02）.

## 外部連結
- Purr 'n' Fur: Mrs Chippy, of Shackleton's Endurance （页面存档备份，存于）
- Lost and Fond: Tribute to Mrs Chippy
- The Great Cat: Cats in 20th Century History (Mrs. Chippy)[]